# Parallelia hicanora
Parallelia hicanora är en fjärilsart som beskrevs av Turner 1903. Parallelia hicanora ingår i släktet Parallelia och familjen nattflyn. Inga underarter finns listade i Catalogue of Life.